# Krasov
Krasov (dawniej Korunov, niem. Kronsdorf) – gmina w Czechach, w powiecie Bruntál, w kraju morawsko-śląskim. Według danych z dnia 1 stycznia 2012 liczyła 343 mieszkańców.

## Osoby urodzone w Krasowie
- Josef Schinzel (1869-1944), biskup ołomuniecki
- Otto Kittel (1917-1945), niemiecki pilot myśliwca

## Galeria

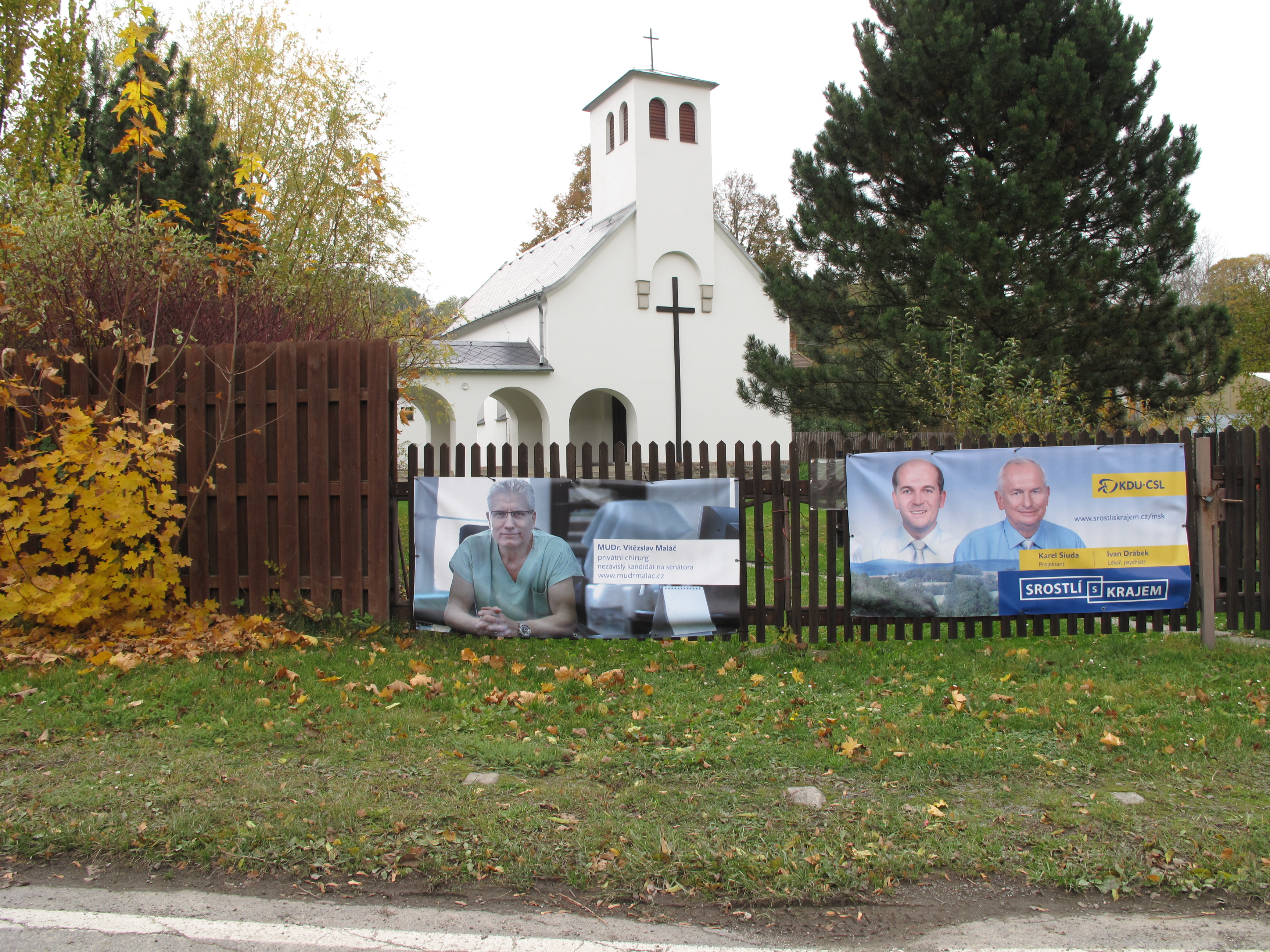
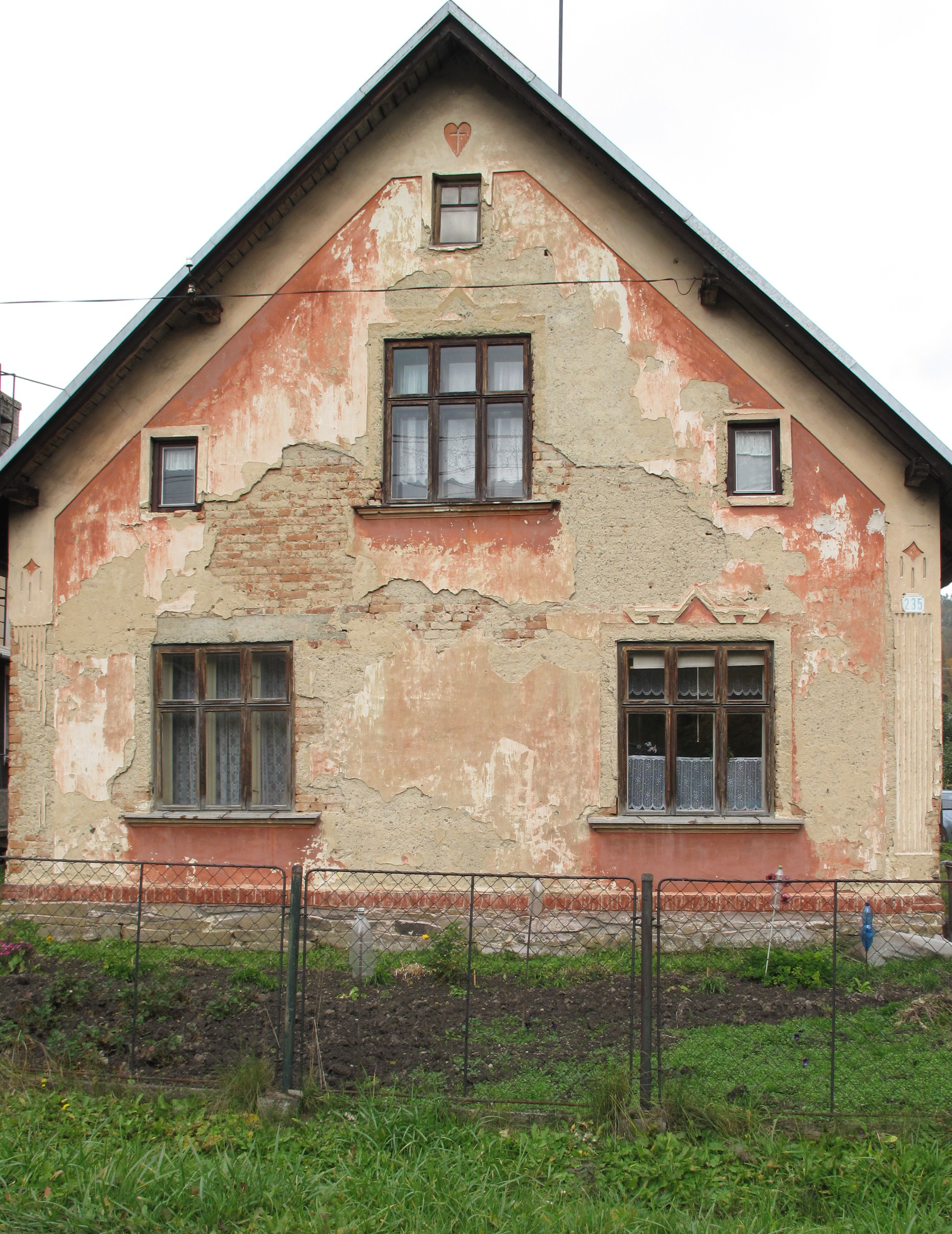
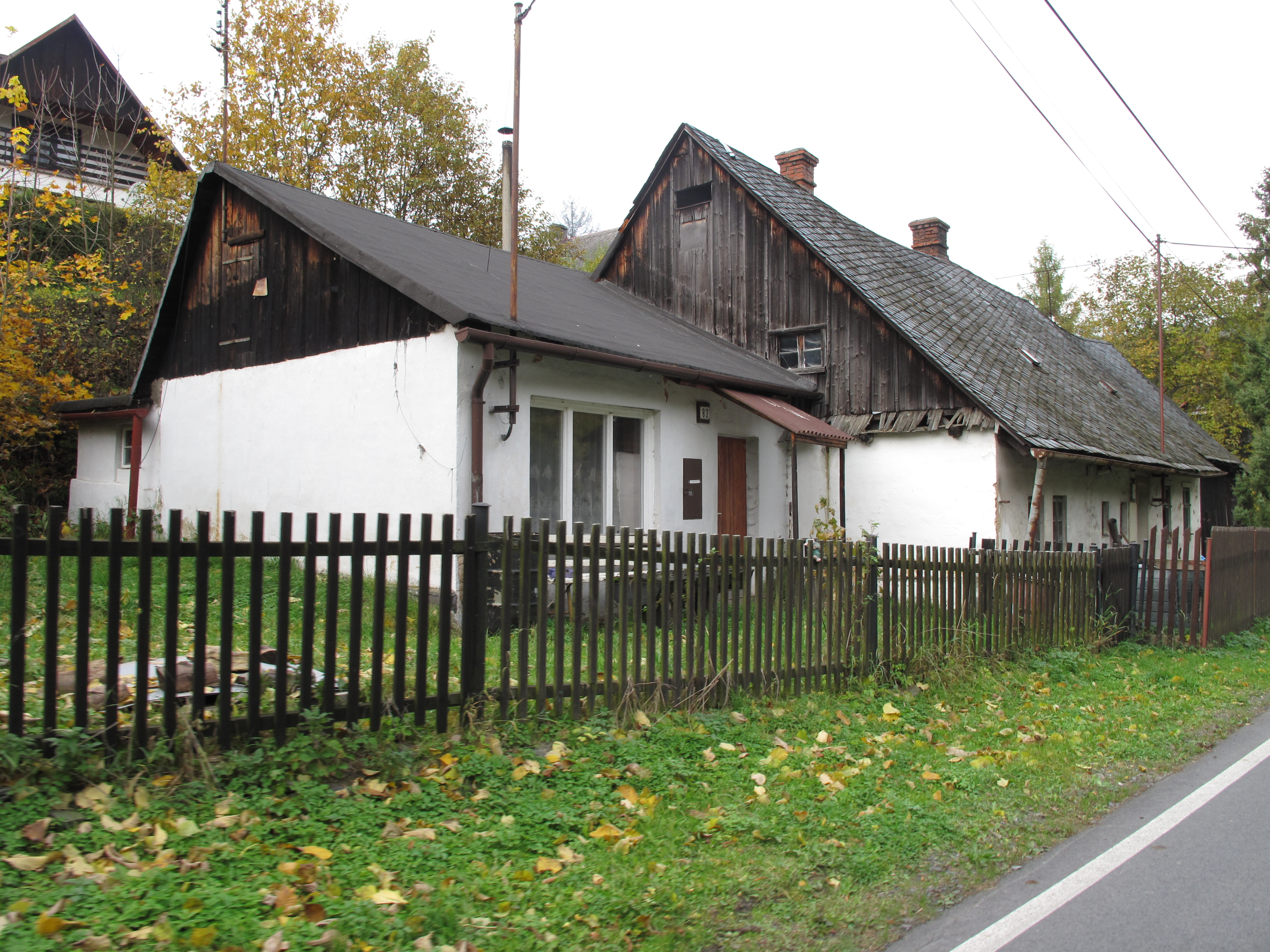